# Parc national des Oxley Wild Rivers
 (février 2010).
Si vous disposez d'ouvrages ou d'articles de référence ou si vous connaissez des sites web de qualité traitant du thème abordé ici, merci de compléter l'article en donnant les références utiles à sa vérifiabilité et en les liant à la section « Notes et références ».
Le parc national des Oxley Wild Rivers est un parc situé à environ 445 km au nord de Sydney en Nouvelle-Galles du Sud en Australie.
Il a été nommé en mémoire de l'explorateur australien John Oxley, qui a traversé la région en 1818. C'est l'un des plus grands parcs nationaux de Nouvelle-Galles du Sud. Il figure au patrimoine mondial de l'UNESCO car répertorié dans le cadre des forêts humides Gondwana de l’Australie (auparavant les réserves des forêts ombrophiles du centre-est de l'Australie) (CERRA).
Le parc (OWRNP) a été classé au patrimoine mondial en raison de la vaste forêt tropicale sèche que l'on y trouve et de sa riche biodiversité associée qui comprend plusieurs plantes rares ou menacées et des animaux. Il y a au moins 14 chutes d'eau dans le parc.

## Histoire
Pendant des milliers d'années, les Northern Tablelands et les vallées environnantes ont été les terres tribales des Aborigènes Dangaddi, dont les descendants sont maintenant concentrés dans la partie basse de la vallée de la rivière Macleay. On a trouvé dans le parc certains arbres marqués et un caverne creusée dans le calcaire à proximité de Kunderang Brook.
En 1818, l'explorateur John Oxley et son équipe ont essayé de descendre la vallée d'Apsley, mais des gorges abruptes leur ont barré la route lorsqu'ils se sont engagés dans la partie haute des chutes Apsley. Après Oxley, les coupeurs de cèdres ont été les premiers Blancs à pénétrer dans ces gorges et vallées reculées, à la recherche de bois de cèdre rouge australien (Toona ciliata) qui était évacué ensuite par flottaison jusqu'à Kempsey.[réf. souhaitée]
Il y a eu ensuite du bétail qui est venu paitre dans les gorges de la rivière Macleay, appelé « The Falls », à partir des années 1840, avec des points de regroupement (des jardins et des huttes) installés à Top Creek, (Sunderland) Middle-Yards, Kunderang, Left Hand, Four Camp, Hut Youdale, Green Gully, Yarrowitch River et Front Tableland. La hutte récemment rénovée de Middle-Yards faisait autrefois partie des 32 000 hectares de terrains de la ferme d'élevage de bovins sur la rivière Macleay.[réf. souhaitée]
À la fin du XIXe siècle, plusieurs mines d'or et d'antimoine et ont été mises en service sur le pourtour des gorges, à des endroits comme les Halls Peak et Hillgrove, ainsi que deux centrales hydro-électriques pour les alimenter, dont on peut voir les restes aujourd'hui sur la Styx River et à Gara Gorge.[réf. souhaitée]
En 1976, les gorges Apsley Macleay ont été reconnues zone de vraie nature sauvage. A ce moment-là, la zone protégée publique était limitée à deux petites réserves dans le sud, et quelques zones de protection locale existaient sur des sites populaires tels que Wollomombi Falls, Dangars et Apsley Falls. Alors que l'utilisation à venir de la région était encore indécis, la Commission de l'électricité de Nouvelle-Galles du Sud commença à inventorier la vallée Apsley pour un projet hydro-électrique à la fin des années 1970. La création du parc national des gorges de l'Apsley de 6 718 hectares fut publiée au Journal officiel australien suivie peu après par les 3 456 hectares du parc national des gorges Yarrowitch.[réf. souhaitée]
À la fin de 1981 la piste pour rejoindre la rivière Apsley à Riverside fut améliorée et Elcom installa une station de jaugeage de la rivière. Le projet fut ensuite abandonné après qu'une étude recommandant l'utilisation des terres en parc national fut publié. En 1986, le parc fut officiellement créé pour favoriser la conservation de la nature, le patrimoine culturel et le tourisme sur les plateaux du Nord. En 1989, la station d’East Kunderang de 30 400 hectares fut transférée au National Parks and Wildlife Service (NPWS) et inseérée dans le parc.[réf. souhaitée]
En 1994, le parc a été inscrit sur le registre des sites du patrimoine mondial, dans le cadre de la réserve des forêts ombrophiles centre-orientales de l'Australie (CERRA). Plus tard, 1850 ha de la  forêt d'État de Winterbourne, également connue sous le nom de Big Lease, a été ajouté au parc. Les 1560 ha restants de la forêt de Winterbourne et 1075 ha de la forêt d'Éftat d'Enmore doivent y  être encore ajoutés. D'autres inclusions sont prévues comme la région des sources de la Green Gully et 1439 ha de terres à bail dans les gorges du cours inférieur du Chandlers.
Les Gorges de la Macleay ont été déclarées Wilderness Area (Étendue sauvage) en 1996 et la zone agrandie en 1997. Elle couvre plus de 50 000 ha, principalement dans la partie centrale du parc.
En décembre 2009, la foudre a provoqué un feu de brousse dans la région de la hutte de Youdale. La cabane n'a pas été touchée, mais 1 500 hectares de forêts d'une région presque inaccessible ont brûlé avant que l'incendie ne soit maîtrisé. Un autre coup de foudre a provoqué un grand feu de brousse dans la région de Reedy Creek. Cet incendie a brûlé plus de 8 000 hectares de terrains vagues.

## Géographie
Le parc se trouve entre les plateaux du Nord et la côte Est et offre des gorges spectaculaires, des cascades, de vastes zones encore sauvages et de la forêt tropicale sèche. Les principales rivières du parc national sont: Apsley River, Macleay River, Chandler River, Tia River, Styx River, Gara River, Yarrowitch River, Oaky River et Kunderang River. Il existe un certain nombre de chutes d'eau dans le parc comme Wollomombi Falls, Apsley Falls, Tia Falls et Dangars Falls. Les chutes d'eau dans le parc sont les plus impressionnantes après les pluies et sont accessibles en voiture.

## Géologie

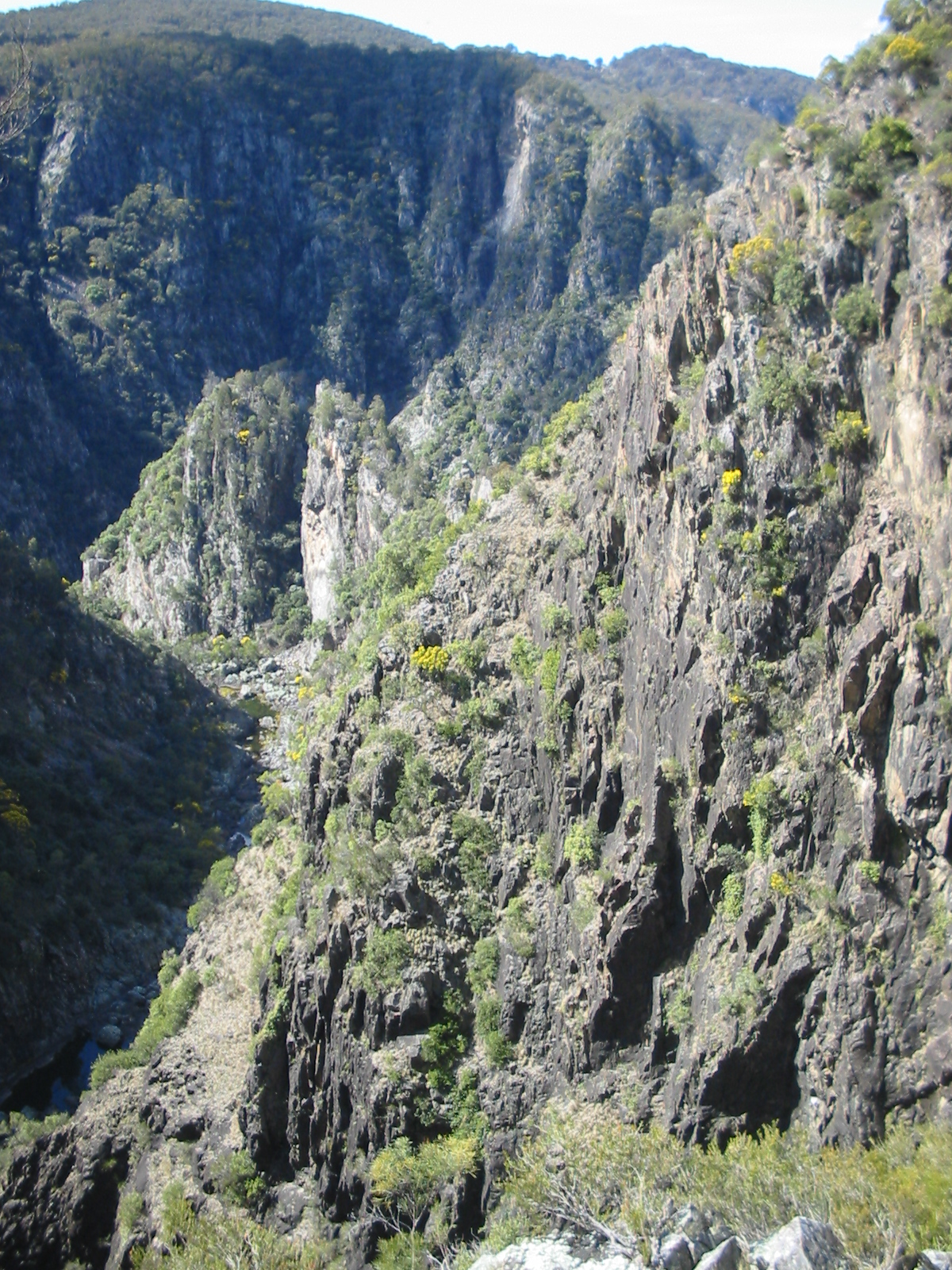
Dangar Gorge, Armidale, NSW

La formation de la région a commencé sous l'eau avec des sédiments boueux qui, modifiés par la chaleur et la pression, se sont transformés en roches dures, qui ont ensuité été soulevées par les mouvements de la plaque continentale et les éruptions volcaniques. Cela a abouti à la formation de la cordillère australienne, un plateau vallonné qui descendait en pente douce vers l'ouest et tombait à pic vers l'est.
L'érosion par le vent, la pluie, les tempêtes et la glace au cours de millions d'années, a entaillé les hauts plateaux des Northern Tablelands, les rivières creusant progressivement le bord oriental du plateau. L'escarpement déchiqueté recule lentement vers l'Ouest et ce mouvement peut être constaté aujourd'hui avec l'érosion des falaises abruptes des gorges Wollomombi, Dangars et Apsley.

## Flore
Les Gorges Macleay Apsley sont un point de convergence des flores humides côtières et sèches de l'ouest et quelque 950 espèces de plantes indigènes y ont été identifiées, dont 36 sont rares ou menacées.
Les plantes rares trouvées comprennent : Grevillea obtusiflora, Acacia blakei (subsp. diphylla) et Acacia ingramii qui pousse à Dangars Gorge. On peut trouver quelques cèdres rouges australiens dans des sites très reculés. La flore menacée de la région comprend le Hibbertia hermanniifolia, Grevillea beadleana et Hakea fraseri. On rencontre Eucalyptus michaeliana au sud de Hillgrove et dans le Big Lease au nord-est de Walcha. La belle orchidée Caladenia a été repérée à Long Point.
Les forêts tropicales sèches contiennent au moins 187 espèces végétales et elles sont visibles comme de denses taches vert foncé de Lophostemon confertus, de préférence dans les creux où il y a un abri contre le vent et le soleil. La fougère polyvalente Asplenium australasicum pousse dans une variété de sites comme épiphyte sur les grands arbres, ou directement sur le sol de la forêt, attachée à des rochers. Les autres plantes qui peuvent être trouvées dans ou autour des forêts tropicales sèches comprennent : Hibiscus heterophyllus, Notelaea microcarpa, Brachychiton discolor, Ficus macrophylla, Olea paniculata, Mallotus philippensis, Synoum glandulosum et Backhousia sciadophora.
Le bois et les zones boisées sont dominés par des espèces différentes dont les principales sont : Angophora floribunda, Eucalyptus retinens, Eucalyptus andrewsii, Eucalyptus caliginosa, Eucalyptus laevopinea, Eucalyptus melliodora et le merisier. On trouve aussi Eucalyptus tereticornis identifiable par l'écorce de son tronc montrant des taches blanches, grises ou bleuâtres. On trouve aussi des orchidées épiphytes poussant sur certains des arbres cités.
On trouve en divers endroits du parc Dendrocnide moroides. Il s'agit d'une plante dangereuse avec laquelle il faut éviter d'entrer en contact. En effet, les tiges et les feuilles sont recouvertes de poils fins qui, lorsqu'ils entrent en contact avec la peau provoquent douleur et irritation sur une période prolongée. Smilax australis est une autre plante à éviter car ses longues tiges qui font jusqu'à 8 mètres de long, portent des épines qui s'accrochentaux vêtements ou à la peau.
Les sous-bois sont souvent clairsemés. Des Acacias, Bursaria spinosa, Xanthorrhoea, Cassinia, Persoonia, Pomaderris lanigera, Jacksonia scoparia et Prostanthera sont les genres et espèces les plus communes dans le parc.
Parce que les conditions sont extrêmes sur les falaises, un grand nombre d'arbustes rares s'y trouvent. Il s'agit notamment de : Dodonaea rhombifolia, Dodonaea serratifolia, Grevillea beadleana, Grevillea obtustiflora, Hakea fraseri, des figuiers grimpants, des orchidées et des Westringia. Bertya ingramii est une espèce d'arbustes menacée que l'on trouve en deux endroits, parmi les rochers ou les sols minces à proximité de falaises dans les forêts sèches avec les Casuarinaceae, les acacias et les arbres à thé.

## Faune
Le parc est riche en faune.